# Александровка (станция)
Александровка — железнодорожная станция Ростовского региона Северо-Кавказской железной дороги.
Станция расположена в одноименном хуторе в Аксайском районе Ростовской области.
Остановка электропоездов.